# Cratichneumon flaschkai
Cratichneumon flaschkai là một loài tò vò trong họ Ichneumonidae.